# Gemeine Käfermilbe

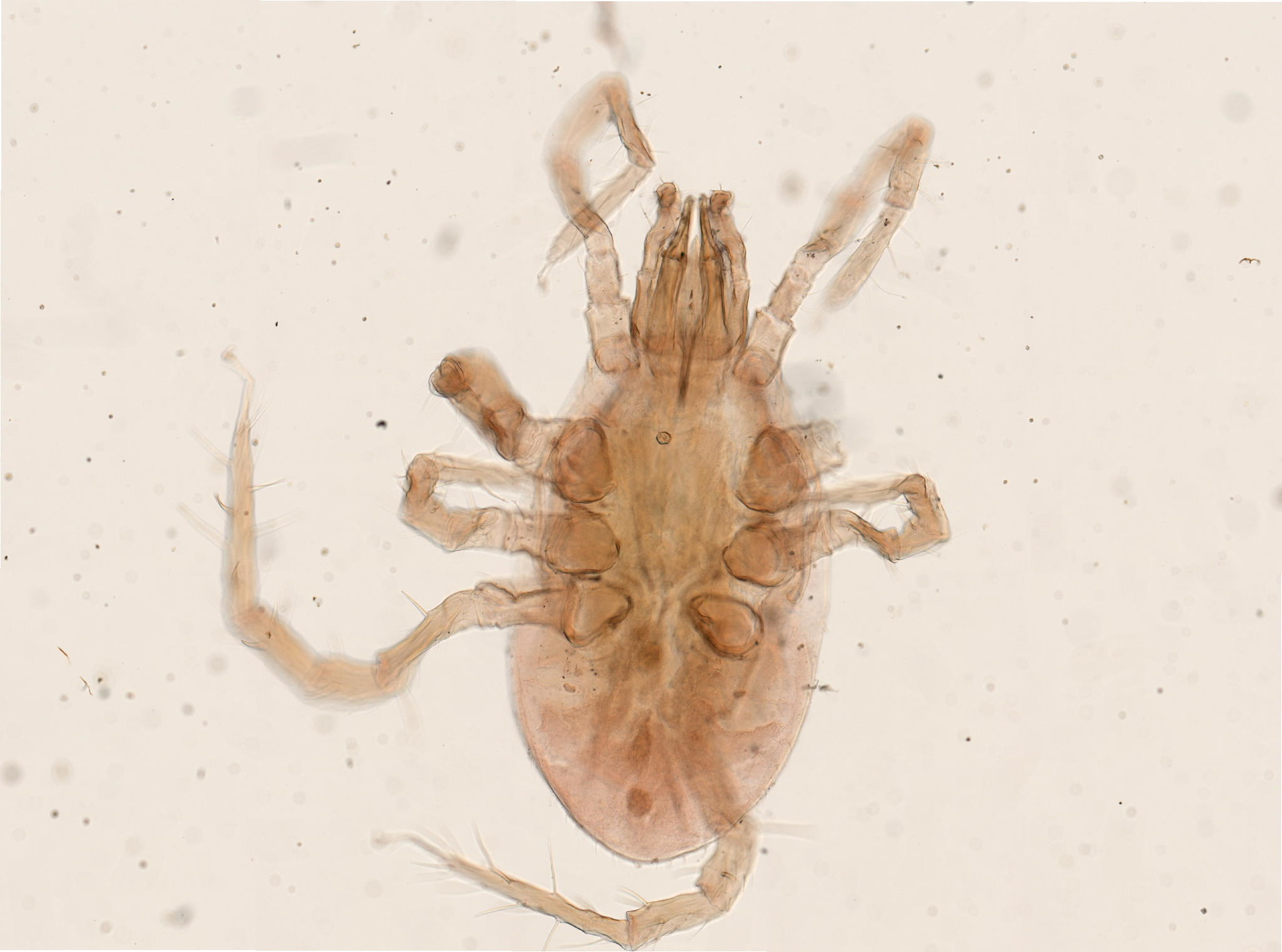
Präpariertes Exemplar

Die Gemeine Käfermilbe (Parasitus coleoptratorum) ist eine Art der Milben, die häufig als Ektoparasit an Käfern gefunden wird.

## Merkmale
Die Körperlänge beträgt etwa 1,1–1,2 mm. Der Körper ist orangefarben. Die Deutonymphen (Milbenlarven) ähneln den ausgewachsenen Tieren, haben aber nur drei statt vier Beinpaare. Am Ende der Beine befinden sich außer den Krallen noch Haftscheiben. Die Milben leben zum Teil ektoparasitisch auf Käfern und sind hier ebenfalls Phoreten, da sie die Transportleistung ihres Wirts in Anspruch nehmen.

## Verbreitung und Lebensraum
Die Art ist auf der Welt weit verbreitet und beispielsweise bekannt aus Europa, Nordamerika und Südamerika. Dabei werden auch kältere Gebiete wie Island oder Fennoskandinavien besiedelt.
Die Art ist auf das Vorkommen von Käfern, vor allem Mistkäfern oder Aaskäfern  angewiesen und findet sich unter anderem häufig in Mischwäldern, Wiesen, Gärten oder Parks.

## Lebensweise
Die Art lebt auf Kot von großen Säugetieren, beispielsweise Pferdekot, und ernährt sich hier räuberisch von Fadenwürmern und anderen winzigen Lebewesen, beispielsweise Pilzen. Droht der Kot auszutrocknen, besteigen die Deutonymphen in Massen Mistkäfer und lassen sich zu einem neuen Substrat tragen. Nur wenn dieses frisch ist, steigen sie ab und entwickeln sich zu adulten Exemplaren, die nur 6–10 Tage leben. Die Eiablage findet auf den Wirten statt. Nach drei Häutungen ist die Art ausgewachsen.

## Taxonomie
Das Basionym der Art lautet Acarus coleoptratum. Weitere in der Literatur zu findende Synonyme sind Gamasodes fucorum Oudemans & Voigts 1904 und Parasitus bremensis Oudemans & Voigts 1904.